# 蘇我法師
蘇我 法師（そが の ほうし）は、飛鳥時代の豪族。父は蘇我倉山田石川麻呂。

## 記録
蘇我法師の名前は、『日本書紀』巻第二十五の以下の箇所にのみ現れる。
大化5年（649年）3月、異母弟の蘇我日向の讒言を受け、孝徳天皇は査問の使者を遣わしたが、石川麻呂は、「直接天皇の御前で陳述したい」と答えた。再度使者を送ったが、同じ返事だった。そこで、天皇は軍隊を派遣して、石川麻呂大臣の家を取り囲もうとした。この時、石川麻呂は、一緒にいた法師と赤猪の2人の子を連れて、茅渟道より大和国の国境まで逃げた、と記されている。翌日、石川麻呂は長男の興志及び山田寺の衆僧に向かって、「山田寺へやって来たのは終りの時を安らかにするためである」といった趣旨の遺言を伝え、自経してなくなった。「妻子の死ぬるに殉（したが）ふ者八（やたり）」とあり、さらに、将軍の大伴狛と蘇我日向らが河内国丹比郡黒山（現在の大阪府堺市美原区黒山）に到着した際に、部下の報告で「蘇我大臣、既に三（みたり）の男・一（ひとり）の女（むすめ）と、俱（とも）に自ら経（わな）きて死（みう）せぬ」とあるので、石川麻呂の後を追って、殉死したものと思われる。